# Munkedal
Munkedal é uma pequena cidade da Suécia localizada na província da Bohuslän, pertencente à região da Gotalândia, no Sul do país. 
É a sede do município de Munkedal, pertencente ao condado de Västra Götaland.
Possui 5,36 quilômetros quadrados e segundo censo de 2018, havia 4 102 habitantes. 
Está situada a 20 quilômetros a noroeste de Uddevalla e a 85 a sul da fronteira com a Noruega.

## Comunicações
A cidade de Munkedal é atravessada pela estrada europeia E6 (Malmö-Gotemburgo-Oslo) e pela linha de Bohus (Strömstad-Munkedal-Gotemburgo).

## Economia
A economia tradicional de Munkedal está dominada pela indústria da madeira e do papel.

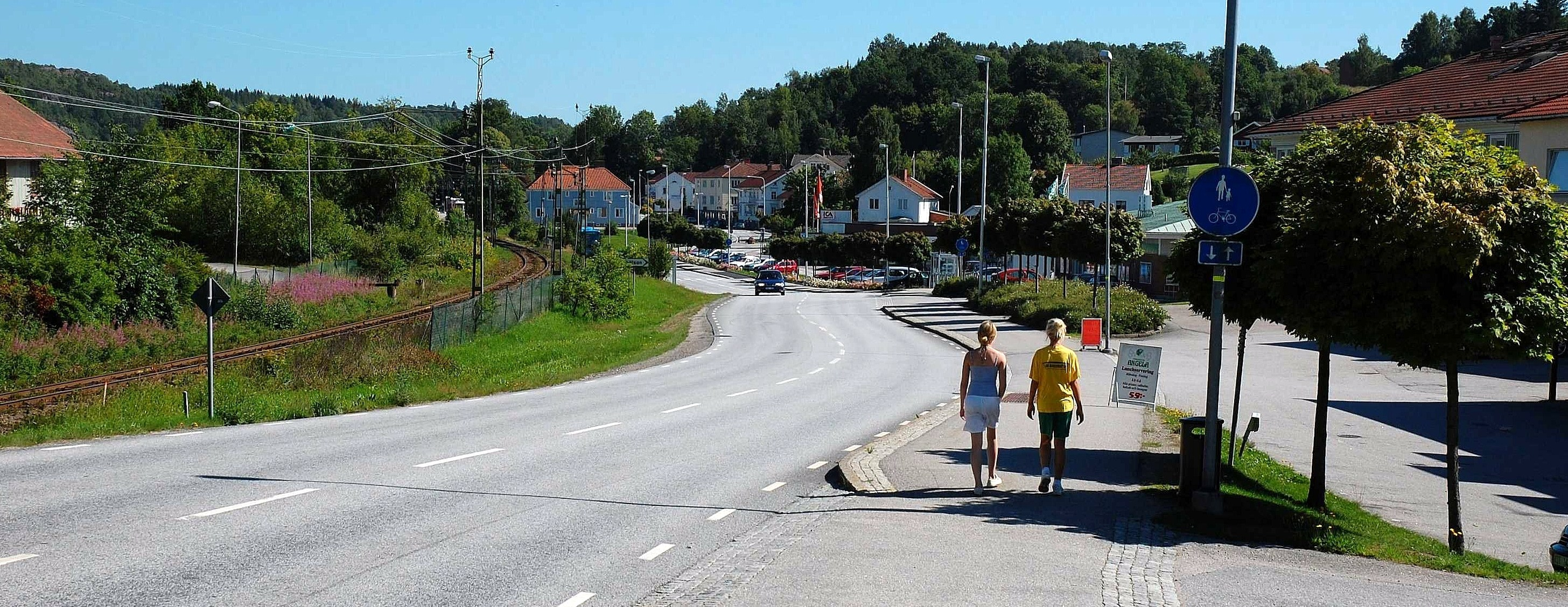
O centro de Munkedal